# Muscoherzogia
Muscoherzogia là một chi rêu trong họ Dicranaceae.